# 安威川
安威川（あいがわ）は、大阪府の北摂地域を流れる淀川水系の一級河川。昔から治水が大きな課題であった。

## 地理
京都府亀岡市の竜ヶ尾山付近及び大阪府高槻市樫田地区を水源とし、大阪市東淀川区相川／吹田市高浜地先で神崎川に合流する。
河川名としては京都府亀岡市から流れる東掛川（とうげがわ）、栢原川（かいばらがわ）と、高槻市域から流入する二料谷川の合流点からが「安威川」とされている。
流域の市町村は、高槻市、茨木市、摂津市、吹田市、大阪市である。
茨木市の山間部を流れる上流部は、奇石や滝などがつながる風光明媚な場所で、竜仙峡と呼ばれる。また安威川の滝では「龍仙の滝」がある。上流部は自然環境に恵まれており、多くの史跡やハイキングコース（東海自然歩道など）がある。
安威川上流の茨木市生保（しょうぼ）に治水と水道用水確保を目的として「安威川ダム」が建設され、2023年（令和5年）9月1日に供用を開始した。
茨木川合流後の安威川の下流部には安威川河川敷公園が整備されている。

## 流域

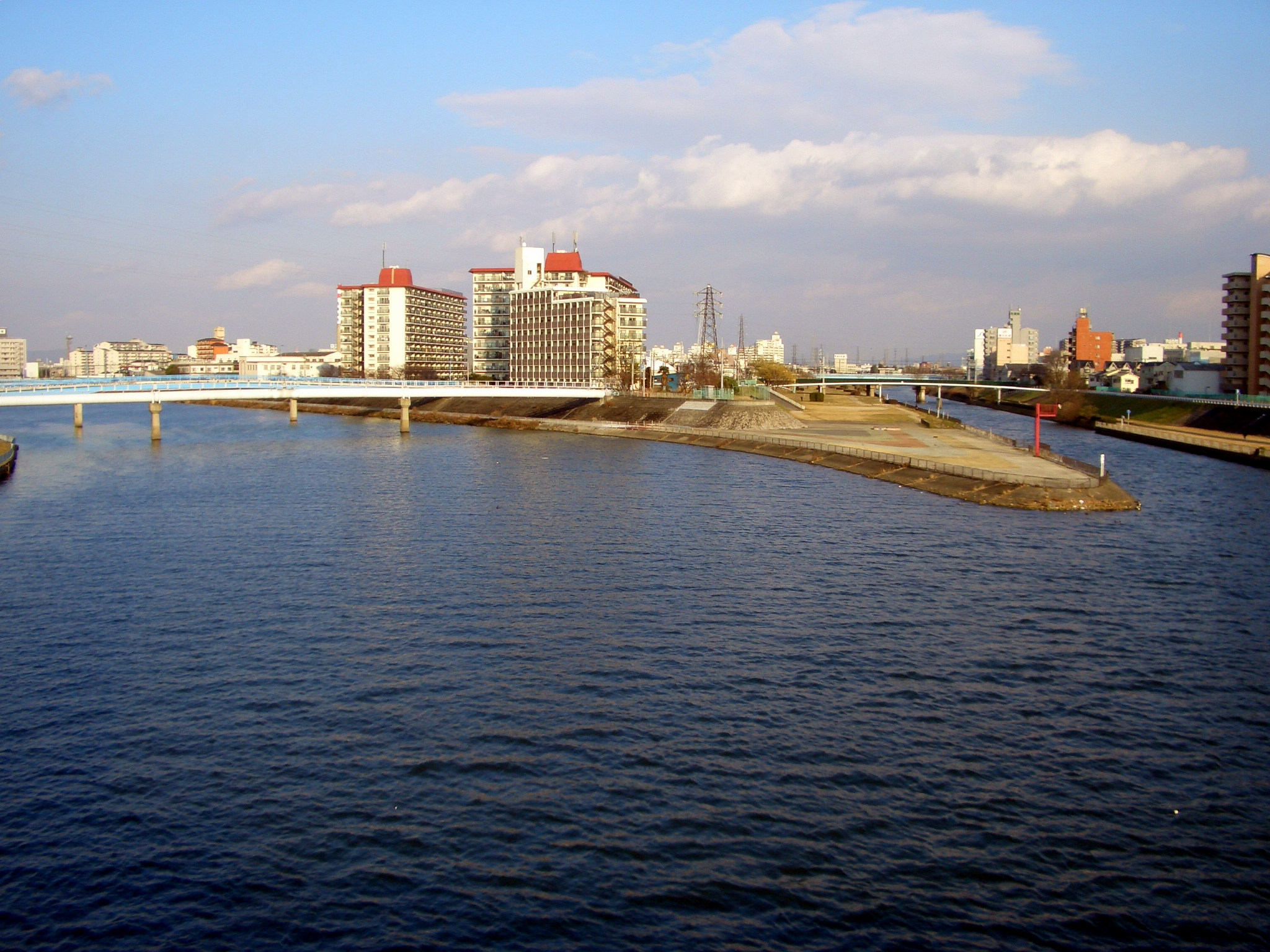
安威川と神崎川の合流点。左が安威川、右が神崎川で、手前に流れていく。高浜橋上から撮影

亀岡市内の源流から南下して茨木市に入る。上流部は山間の農村地域で、京都・大阪府境付近では渓谷の両岸に採石場がみられる。茨木市を北から南に縦断しており、茨木市内には川の名前の元になった安威（藍）という地名がある。安威地区は中臣氏ゆかりの地で中臣藍連が祖神を祀ったとされる阿為神社がある。
茨木市の南、摂津市に入る辺りで流れは南西向きに変わる。摂津市内からは南側に番田井路が平行して流れる。元々はこちらの番田井路が安威川の本流であって、現在の安威川の流れの方が支流だった。元々の本流であった番田井路には、神崎川からの逆流を防止する番田堰が現在も設置されている。安威川本流は吹田市南端と大阪市東淀川区の間を縫うように南西向きに進み、淀川から分流してくる神崎川に合流するが、合流地点では川の大きさ、水量から安威川に神崎川が流れ込んでいるようにも見える。
京都府
亀岡市
大阪府
茨木市、摂津市、吹田市、大阪市東淀川区

## 支流
- 下音羽川
- 茨木川 - 勝尾寺川
- 大正川
- 山田川
- 正雀川
- 番田水路

## 神安土地改良区
神安土地改良区（しんあんとちかいりょうく）は、神崎川と安威川流域の治水と利水を行う。茨木市に本部がある。
神安という名前は、神崎川の「神」と、安威川の「安」に由来している。
この神安土地改良区は、100年以上の歴史がある。

## 橋梁
下流より記載。

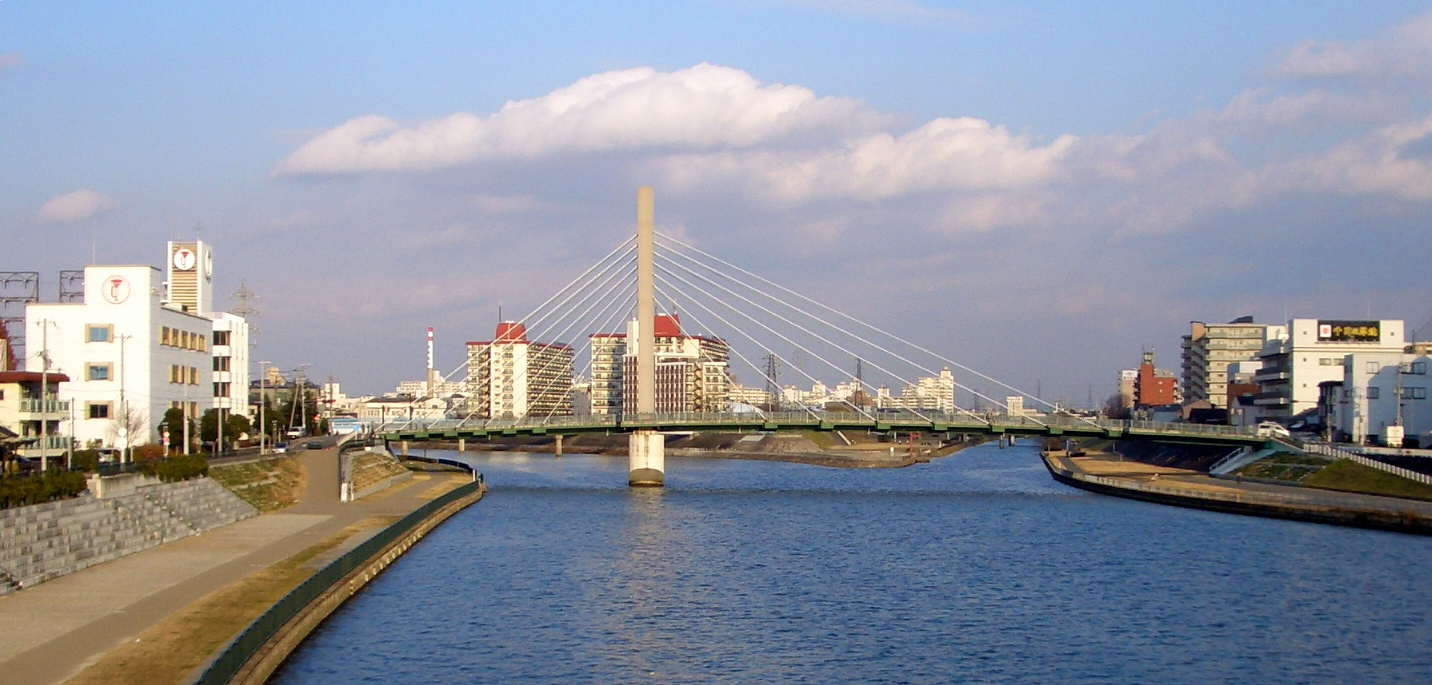
高浜橋。安威川と神崎川の合流点近くの斜張橋。橋の奥左側が安威川、同じく右側が神崎川。写真左に大幸薬品吹田工場の建物が見える。
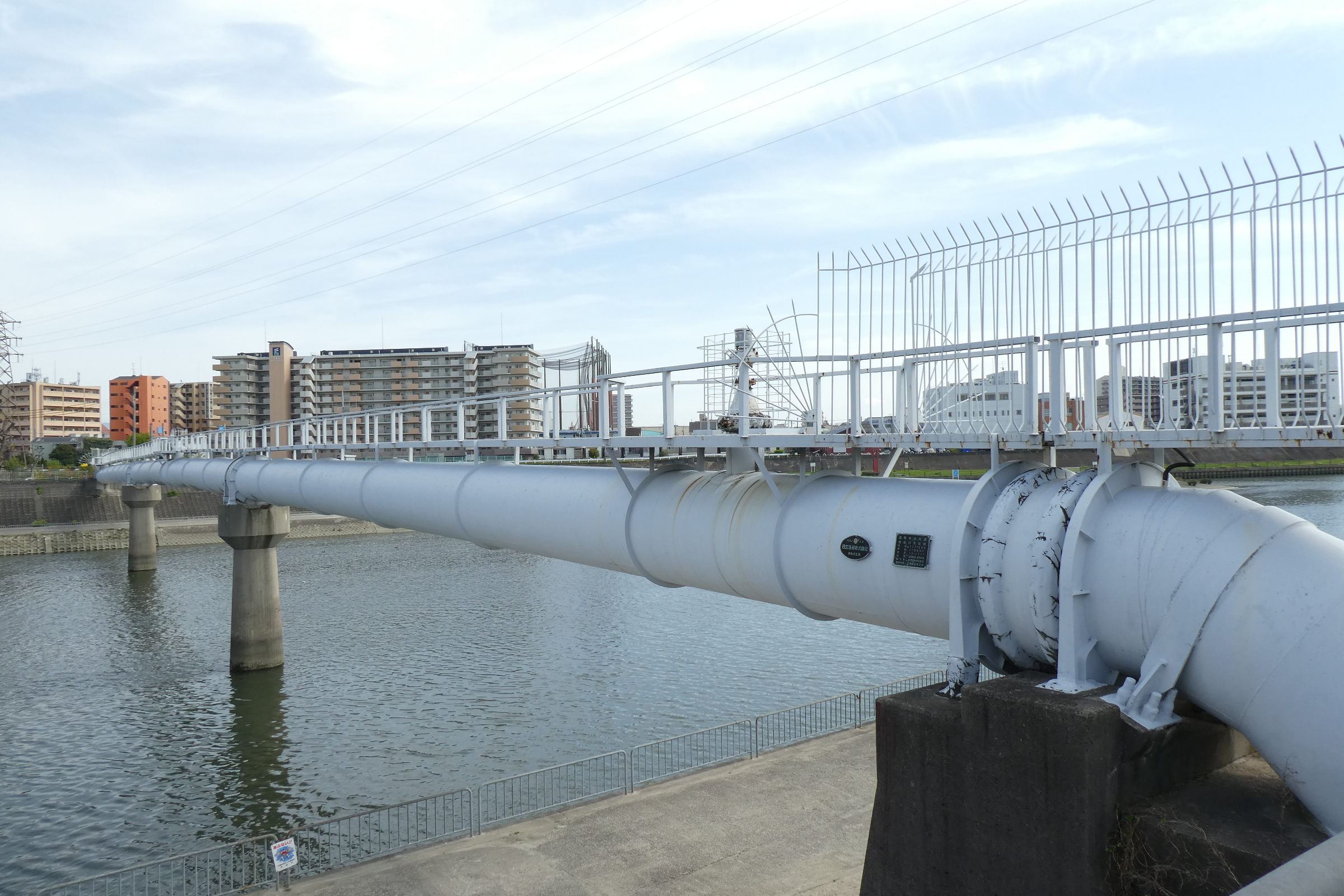
尼崎市水道局の安威川水管橋。1962年3月、日立造船株式会社神奈川工場制作。
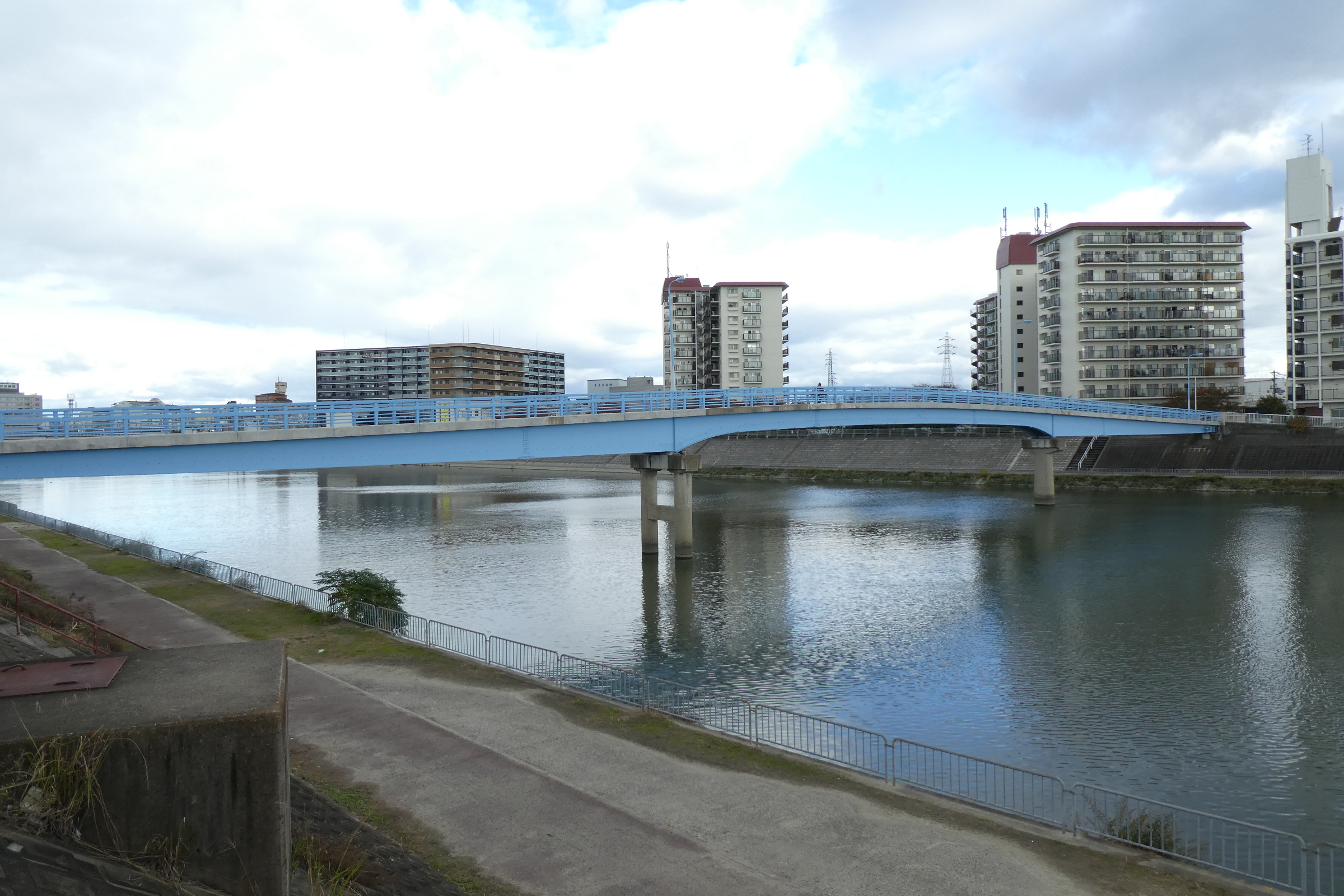
上高浜橋。安威川、神崎川の合流点近く。「吹田の渡し」跡の付近。
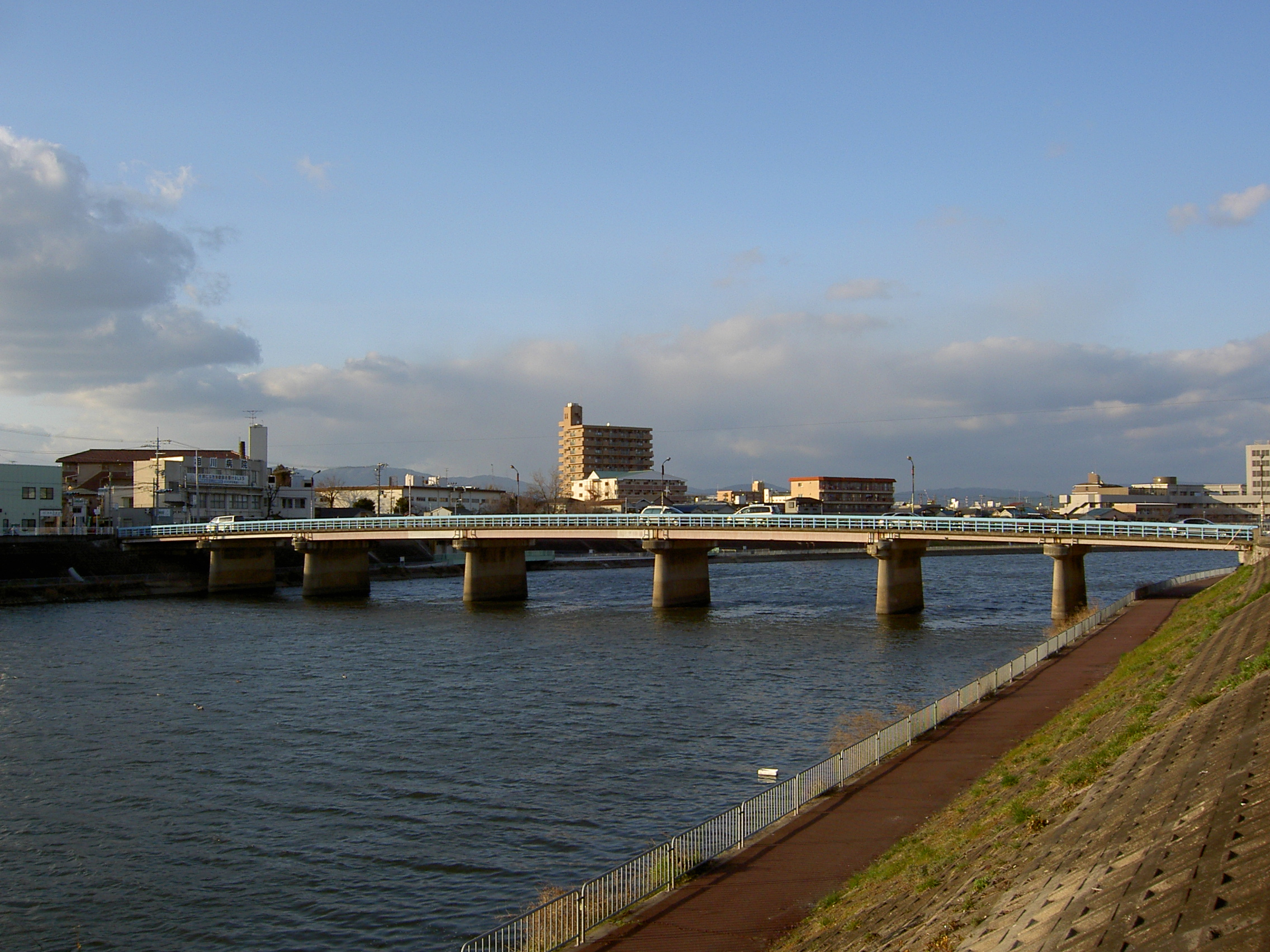
新京阪橋。阪急相川駅前。
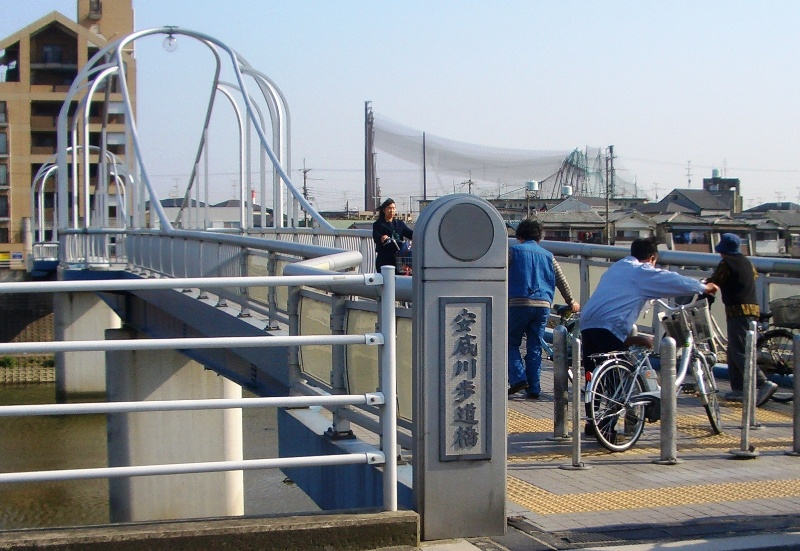
安威川歩道橋。
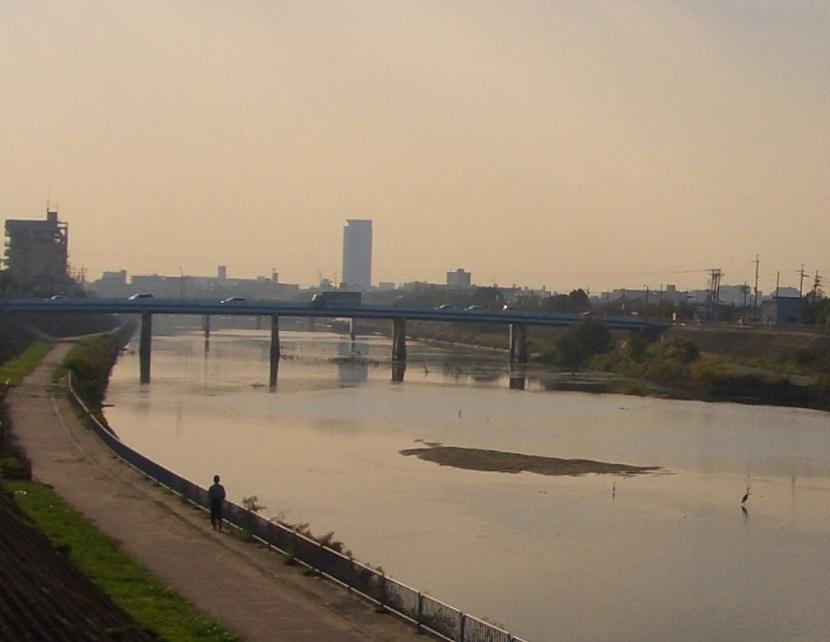
安威川橋。摂津市。

- 鶴野橋 近畿自動車道と中央環状線
- 鶴野橋と同じ所を大阪モノレール
- 宮鳥橋
- 安威川新橋
- 玉島橋
- 育英橋
- 五十鈴橋
- 先鉾橋
- 永久橋
- 千歳橋
- 三島橋 茨木市西河原公園付近
- 太田橋 茨木市名神高速道路横
- 桑原橋 茨木市桑原
- 登龍橋 茨木市車作

## 水質
1960年代以前は安威川下流部には製紙工場や化学工場が多く立地して水質が悪化していた。1960年代後半の桑ノ原橋での水質はBOD値で3-4 mg/Lだったが、排水規制の強化や下水処理の普及により2000年には桑ノ原橋での水質はBOD値で1 mg/L以下まで改善した。
一方、2004年に小泉昭夫が行った調査によって、環境省が定めた目標値の1340倍から1740倍に及ぶ高濃度のPFOAが検出された。そのため上流の流入水路の原因調査や底質の浄化対策などが実施されている。